# 巴泽勒地区圣克里斯托夫
巴泽勒地区圣克里斯托夫（法語：Saint-Christophe-en-Bazelle）是法国安德尔省的一个市镇，位于该省北部，属于伊蘇登區。该市镇总面积13.94平方公里，2009年时的人口为378人。

## 人口
巴泽勒地区圣克里斯托夫人口变化图示